# Trò chơi nhập vai trên bàn

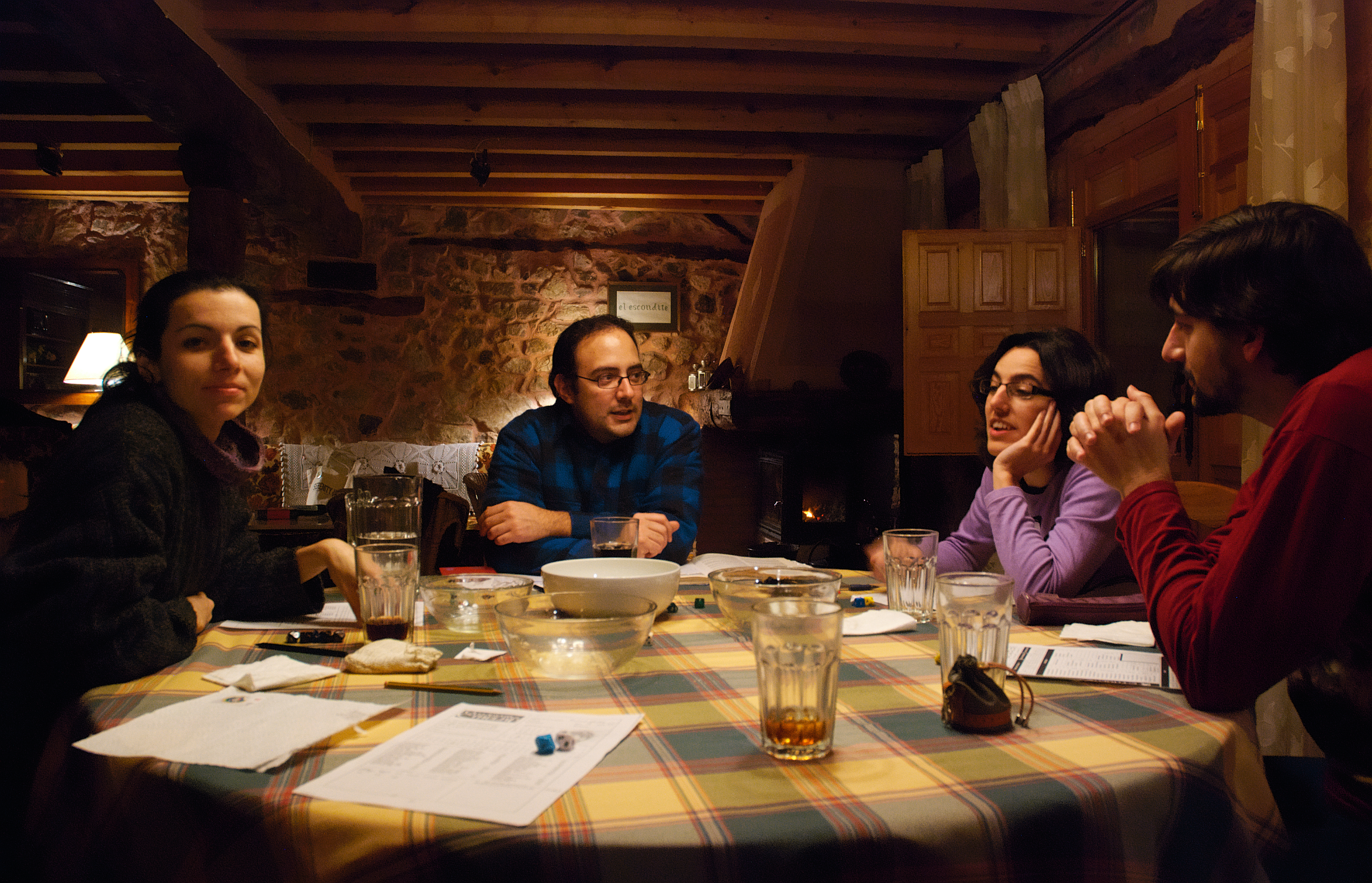
Những người chơi nhập vai trong trò chơi

Trò chơi nhập vai trên bàn (tiếng Anh: tabletop role-playing game, được viết tắt thành TRPG hoặc TTRPG và còn được gọi là pen-and-paper role playing game) là một thể loại của trò chơi nhập vai mà người chơi diễn tả hành động của một nhân vật thông qua lời nói. Người chơi quyết định và diễn tả hành động của nhân vật dựa trên một bộ luật được định sẵn cho trò chơi, Một hành động thành công hay không đều dựa trên bộ luật này, người chơi được tự do ứng biến và các lựa chọn của họ dẫn đến mỗi hướng đi và kết quả khác nhau của trò chơi.

## Lối chơi
Một người chơi đặc biệt sẽ được chỉ định làm quản trò (Game Master hoặc GM), một vai trò có trách nhiệm quản lý trò chơi, bao gồm xây dựng thế giới và bối cảnh của trò chơi. Trong khi người chơi mô tả hành động của nhân vật, quản trò mô tả kết quả của hành động đó. Các kết quả này được xác định nhờ hệ thống trò chơi hoặc theo ý muốn của quản trò, thông thường bằng việc tung 
xúc xắc và so sánh số tung được với chỉ số của nhân vật để xem hàng động đó thành công hay không.